# Історія Південної Джорджії і Південних Сандвічевих Островів

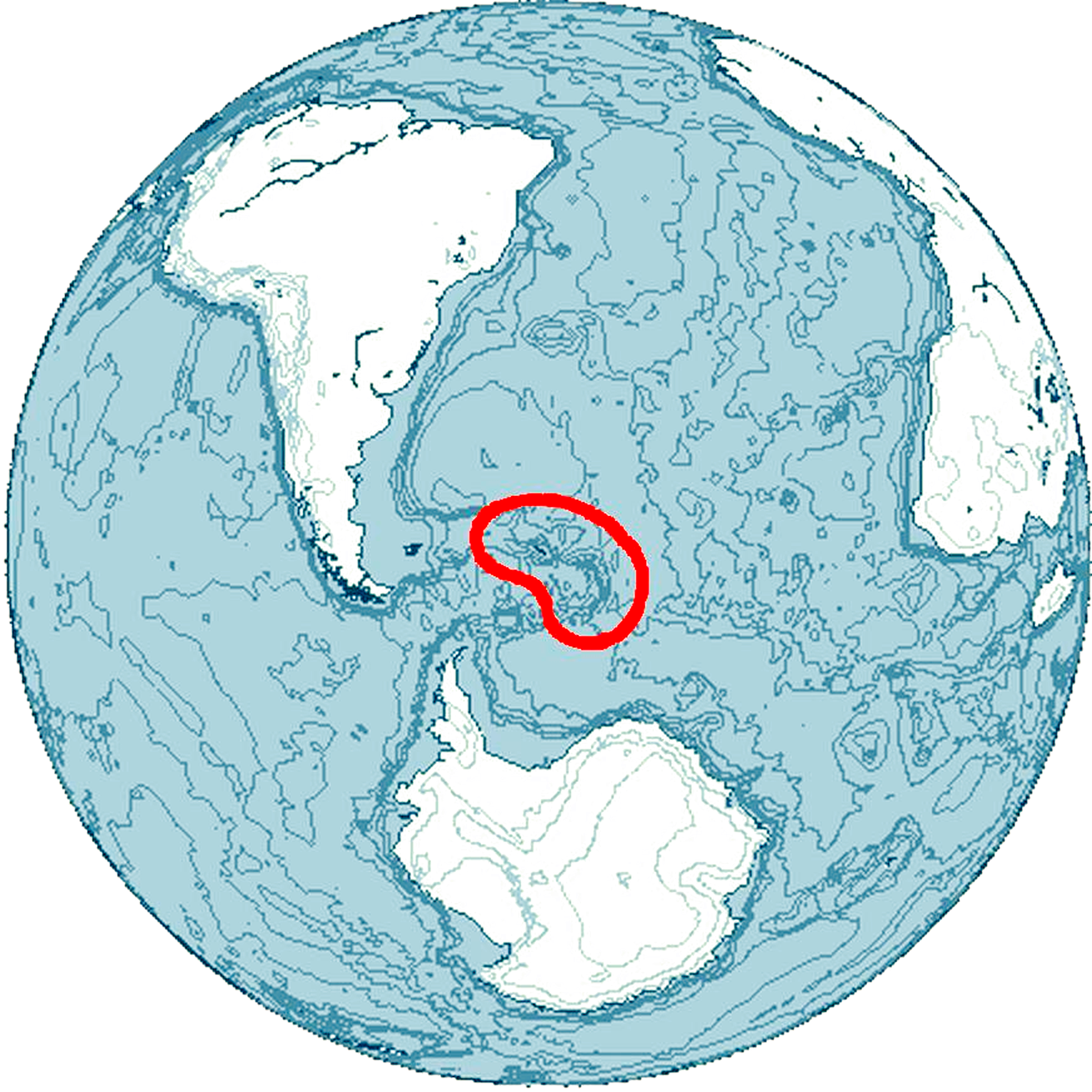
Розташування Південної Джорджії і Південних Сандвічевих островів

Острів Південна Джорджія, разом з Південними Сандвічевими островами, скелями Шаг Рокс і скелями Клерк, утворюють британську заморську територію Південна Джорджія і Південні Сандвічеві Острови. За своєю площею ця країна дещо більше штату Род-Айленд (США) і в півтора рази більше Люксембургу. Оскільки острови розтягнуті на 1300 км від острова Туле на південному-сході до Шаг Рокс на північному заході, їх двухсотмильна виключна економічна зона охоплює 1,4 млн квадратних кілометрів. Ресурси цих вод, серед біологічно найпродуктивніших у світовому океані, експлуатуються згідно з рекомендаціями Конвенції зі збереження морських живих ресурсів Антарктики.

## XVII—XIX століття

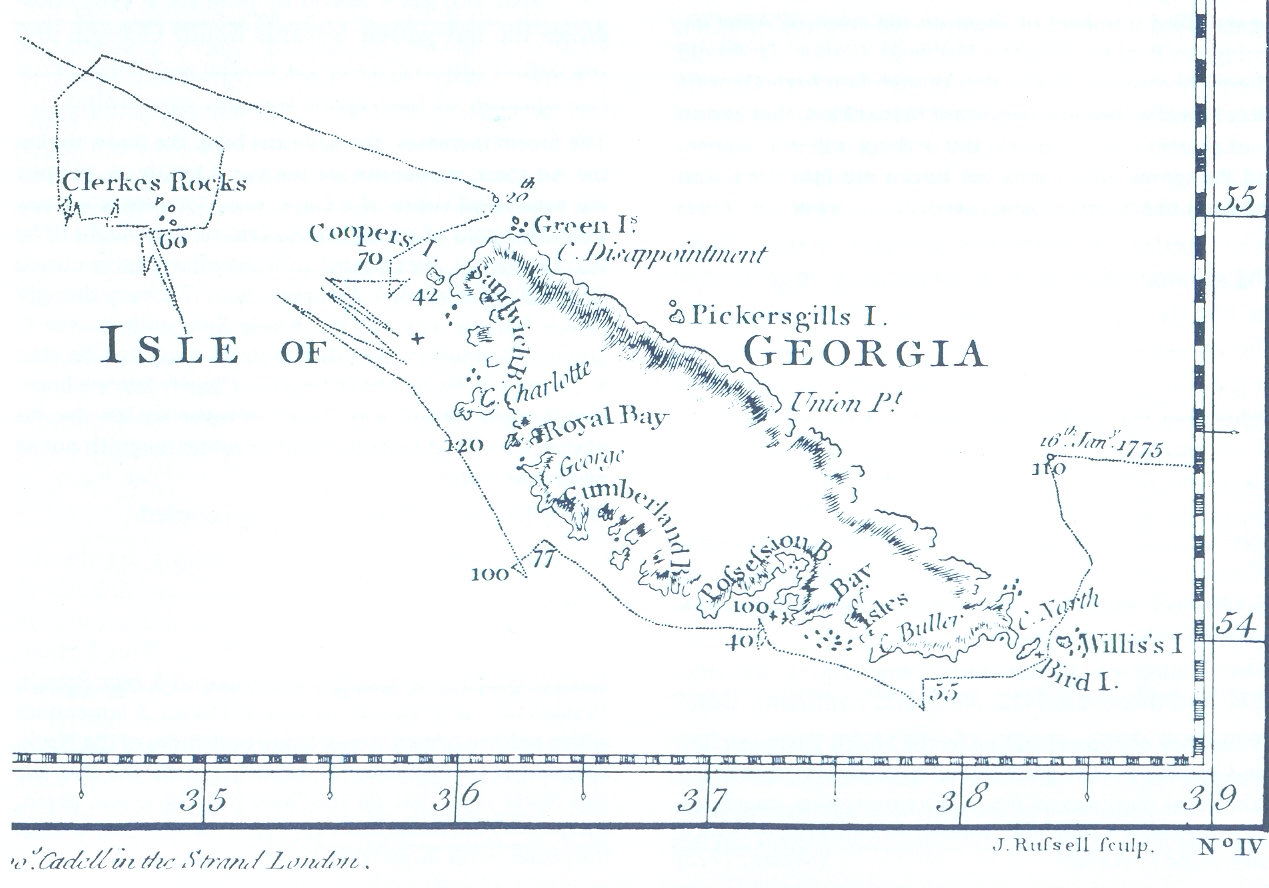
Карта Південної Джорджії (Кап. Джеймс Кук, 1777 рік)

Існує поширена думка, що Південну Джорджію ніби відкрив відомий флорентійський мандрівник Амеріго Веспуччі в 1502 році в одному зі своїх плавань. Інші вважають, що острів був відкритий англійським буканьєром Вільямом Коулі в грудні 1683 року. Аналіз документів, однак, спростовує ці припущення.
У квітні 1675 року, обігнувши мис Горн по дорозі з Чилі до Бразилії, судно лондонського купця Антоні де ла Роше потрапило в шторм біля південного входу в протоку Ле-Мер і було закинуто далеко на схід, де знайшло притулок в одній із заток острова протягом двох тижнів. На картах стали позначати острів Роше на честь відкривача. Вдруге острів побачили в 1756 році з іспанського судна «Леон» і дали йому нове ім'я: Сан Педро.
Ці перші візити не привели до яких-небудь територіальних домагань. Зокрема, Іспанія ніколи не претендувала на острів, який до того ж опинився в «португальській» половині світу згідно Тордесільяського договору 1494 року між Іспанією і Португалією.

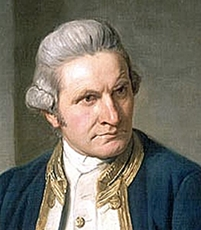
Джеймс Кук

Великий англійський мореплавець Джеймс Кук на кораблях «Резолюшен» і «Адвенчер» був першим, хто ступив на берег, обстежив і картографував острів, який він перейменував на «острів Джорджія» за іменем англійського короля Георга III. Виконуючи інструкцію Адміралтейства, 17 січня 1775 року Кук оголосив острів володінням британської корони.

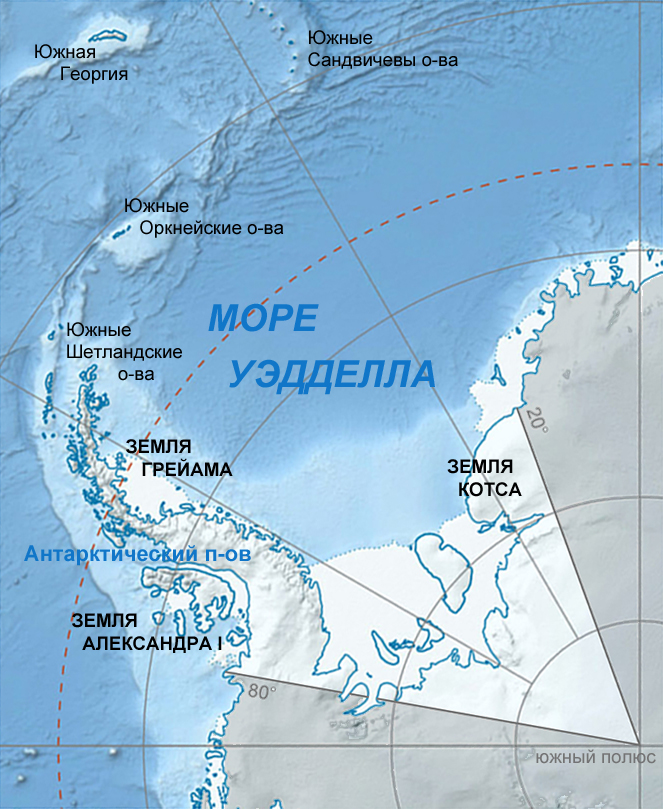
Південна Джорджія і Південні Сандвічеві острови, та Британська антарктична територія (на південь від 60° пд. ш.)

Капітан Кук відкрив також скелі Клерка і архіпелаг Південних Сандвічевих островів. Троє з островів архіпелагу (Завадовського, Лєскова і Високий) були відкриті в 1819 році російською антарктичною експедицією Фадея Беллінсгаузена і Михайла Лазарєва на кораблях «Восток» і «Мирний», яка до цього обстежила південно-західне узбережжя Південної Джорджії і острів Анненкова. Шаг Рокс виявило іспанське судно «Аврора» у 1762 році.
В останніх десятиліттях XVIII і протягом усього XIX століття Південну Джорджію населяли англійські та північноамериканські мисливці на тюленів, які залишалися надовго, а іноді й зимували на острові. Ефективне володіння, а також безперервне і незаперечне британське управління було узаконено Патентним листом 1843 року, доповненим в 1876, 1892 і 1908 роках. Полювання і збереження поголів'я тюленів регулювались адміністративними актами 1881 і 1899 роках. Острів був включений до Щорічника Міністерства колоній з 1887 року.
Південна Джорджія і Південні Сандвічеві Острови стали одними із Залежних територій Фолклендських островів. Адміністративно ними керувала влада Фолклендів, але не були їх частиною в політичному сенсі. Південні Сандвічеві острови формально були анексувані Патентним листом 1908 року. У 1985 році була утворена заморська територія Британії Південна Джорджія і Південні Сандвічеві Острови.

## XX століття

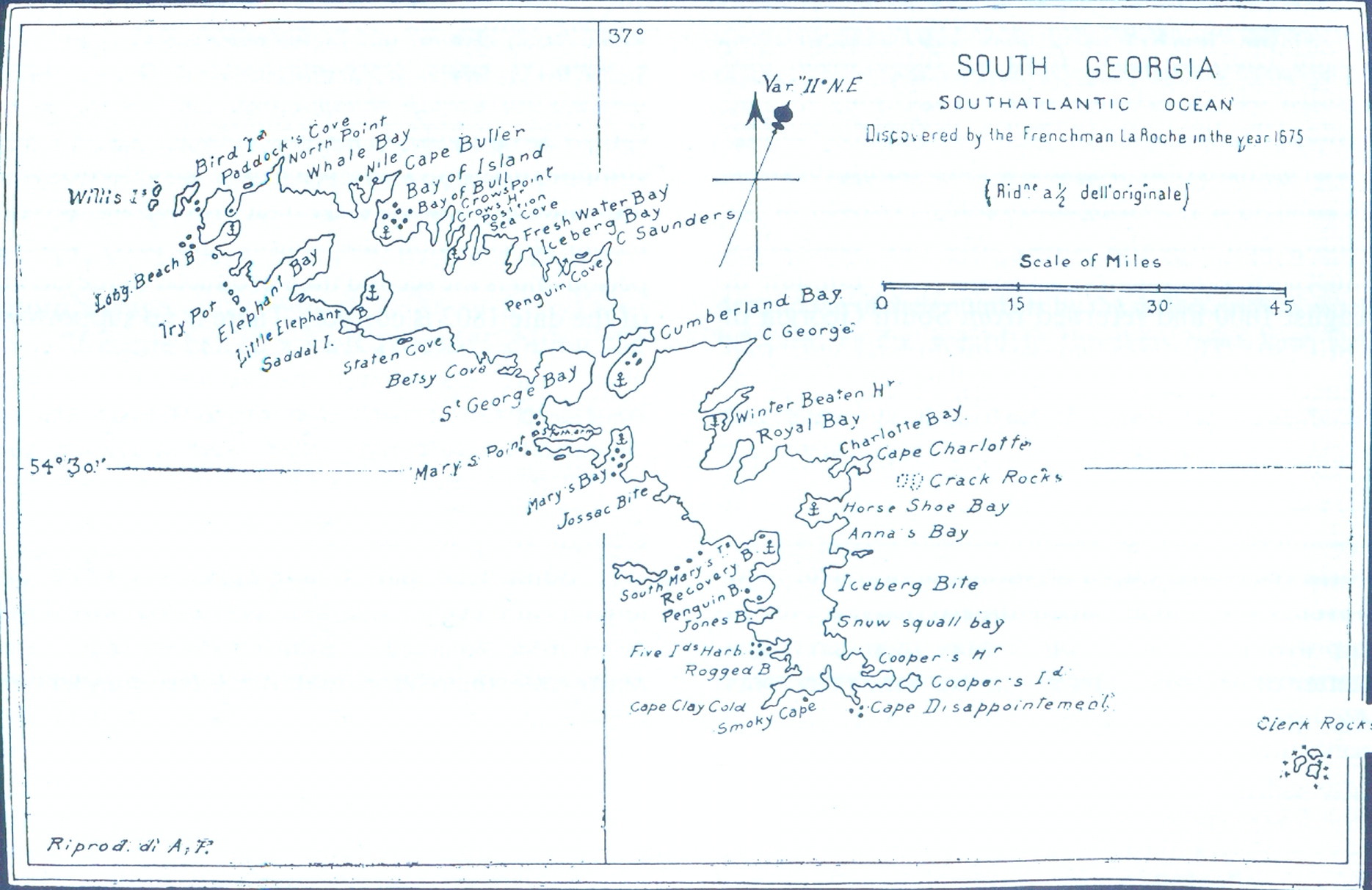
Карта Південної Джорджії (капітан Ісаак Пендлтон, 1802 рік)

У XX столітті Південна Джорджія перетворилася на найбільший світовий центр китобійного промислу; були засновані берегові бази Грютвікен (період функціонування 1904—64), Літ-Гарбор (1909—65), Оушен-Гарбор (1909—20), Гусвік (1910—60), Стромнес (1912—61) і Прінс-Олав-Гарбор (1917—34). Всі китобійні бази і компанії на острові (норвезькі, британські, аргентинські, південноафриканські і японські) працювали на базі ліцензій, які видалися губернатором Фолклендських островів і залежних територій. Зокрема, вимога Аргентинської рибної компанії була подана через британське посольство в Буенос-Айресі та задоволена в 1905 році.

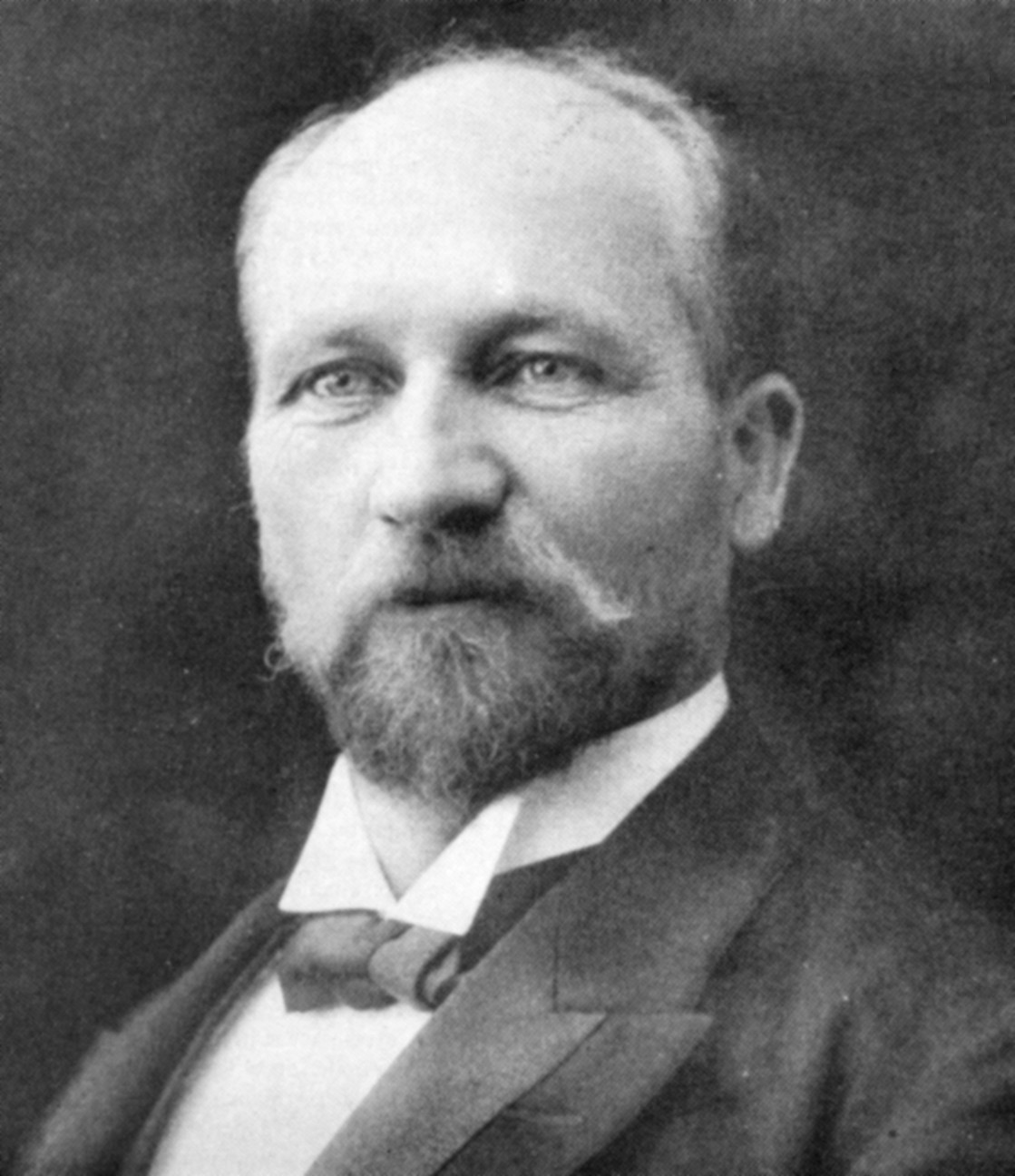
Карл Ларсен

Карл Антон Ларсен, засновник Грютвікена, був натуралізованим британцем норвезького походження. Його прохання на отримання британського підданства було вручене британському магістрату Південної Джорджії і схвалене в 1910 році. Працюючи менеджером Аргентинської рибної компанії Ларсен організував будівництво Грютвікена — сміливе починання, здійснене шістдесятьма норвежцями всього за місяць: від їх прибуття на острів 16 листопада до пуску в експлуатацію заводу китового жиру 24 грудня 1904 року. Ларсен вибрав місце китобійної бази під час свого попереднього візиту в 1902 році, коли Шведська антарктична експедиція Отто Норденскьольда обстежила частина острова і дала невеликій затоці ім'я «Грютвікен» («Котельна затока») через багато предметів, залишених промисловиками, в тому числі котлів для топки тюленячого жиру. Один з цих котлів з написом «Джонсон і сини, Ваппінг Док Лондон» зберігається й досі в Музеї Південної Джорджії в Грютвікені.

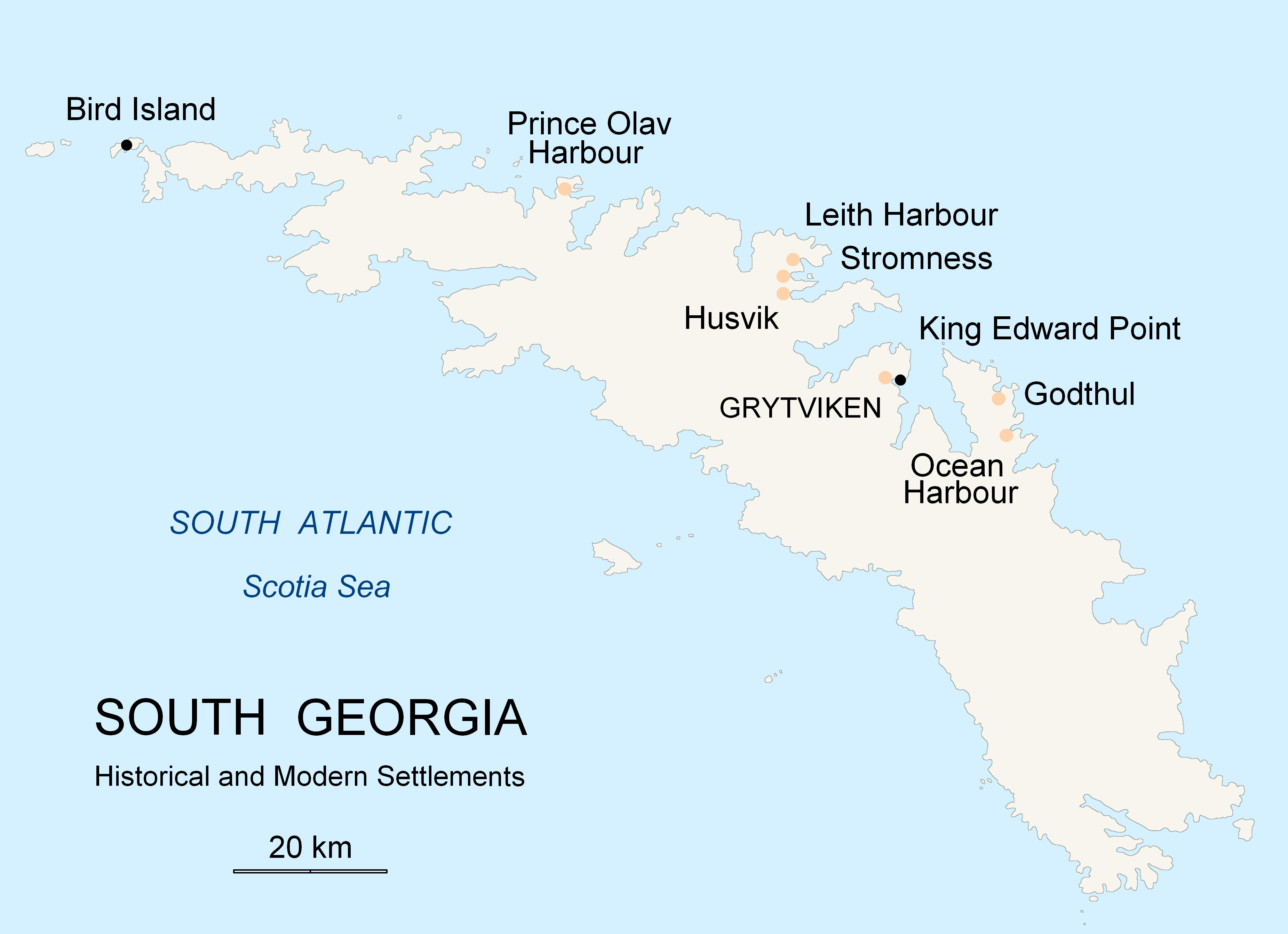
Історичні та сучасні селища Південної Джорджії

Серед китобоїв переважали вихідці з Норвегії. Під час китоловної ери, що тривала до 1965 року, чисельність населення коливалася від приблизно 1000 чоловік влітку (в деякі роки понад 2000) до приблизно 200 взимку. Перший перепис населення було проведено британським магістратом Джеймсом Вілсоном 31 грудня 1909 року. Було зареєстровано 720 осіб, включаючи трьох жінок і одну дитину, включаючи 579 норвежців, 58 шведів, 32 британця, 16 данців, 15 фінів, 9 німців, 7 росіян, 2 голландців, 1 француз і 1 австрієць. У наступних доступних переписах населення було 1337 (24 квітня 1921 року)), та 709 (26 April 1931,включає Південні Шетландські острови).

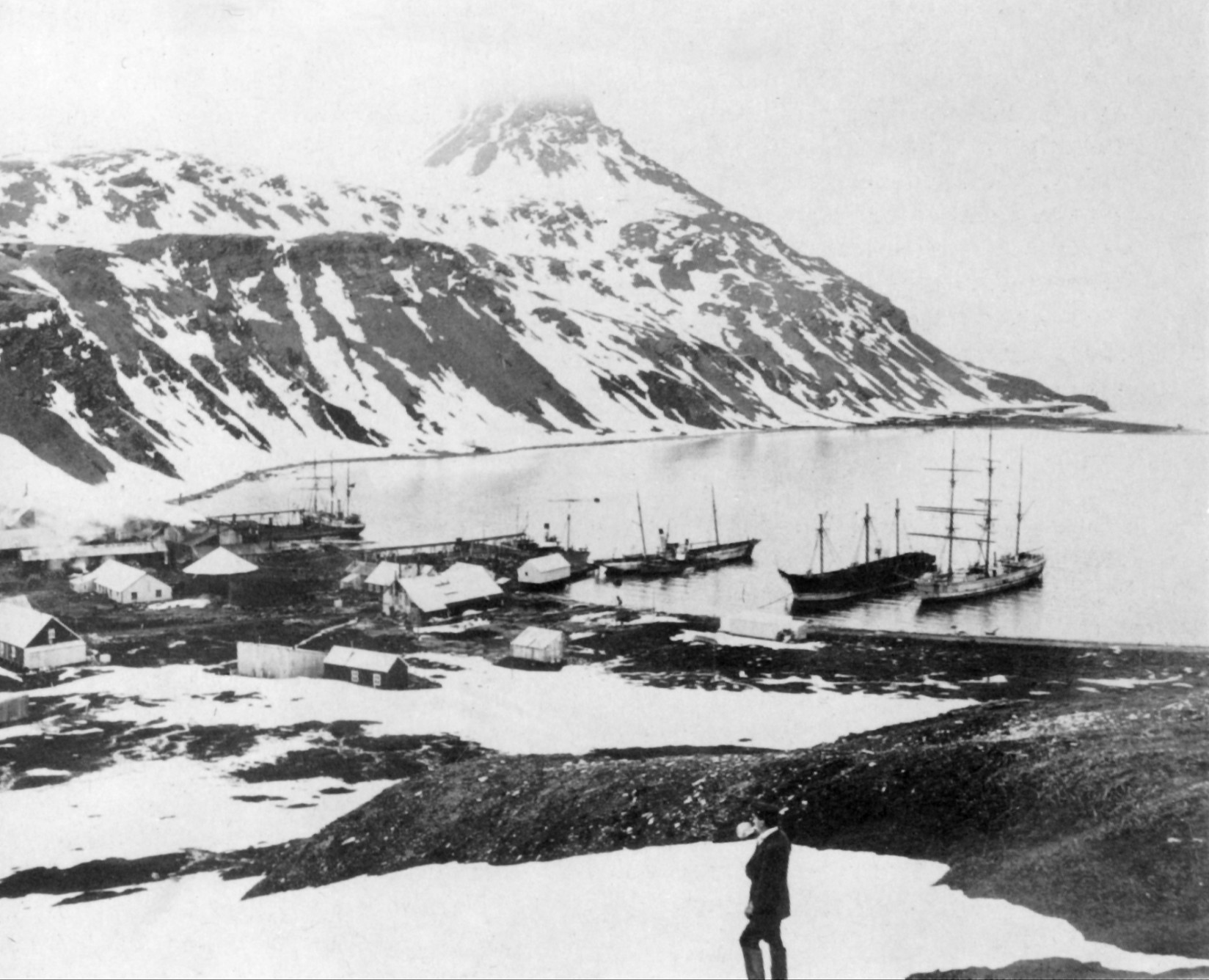
Грютвікен, 1914 рік

Керуючі та інші старші службовці китобійних баз часто жили разом з сім'ями. Серед них був Фрітьоф Якобсен зі своєю дружиною Кларою Олетте Якобсен, чия дочка Сольвейг Гунбьорг Якобсен вважається першою людиною, народженою в Антарктиці — 8 жовтня 1913 року в Грютвікені.
На острові є також понад 200 могил, найстаріші — 1820 року. Серед них могила 1922 року дослідника Антарктики сера Ернеста Шеклтона, який в 1916 році перетнув море Скоша на семиметровому човні «Джеймс Керд» в одному з найсміливіших плавань малих суден в історії мореплавства, дістався до Південної Джорджії і зумів організувати порятунок своєї експедиції, яка терпіла катастрофу на Південних Шетландських островах.

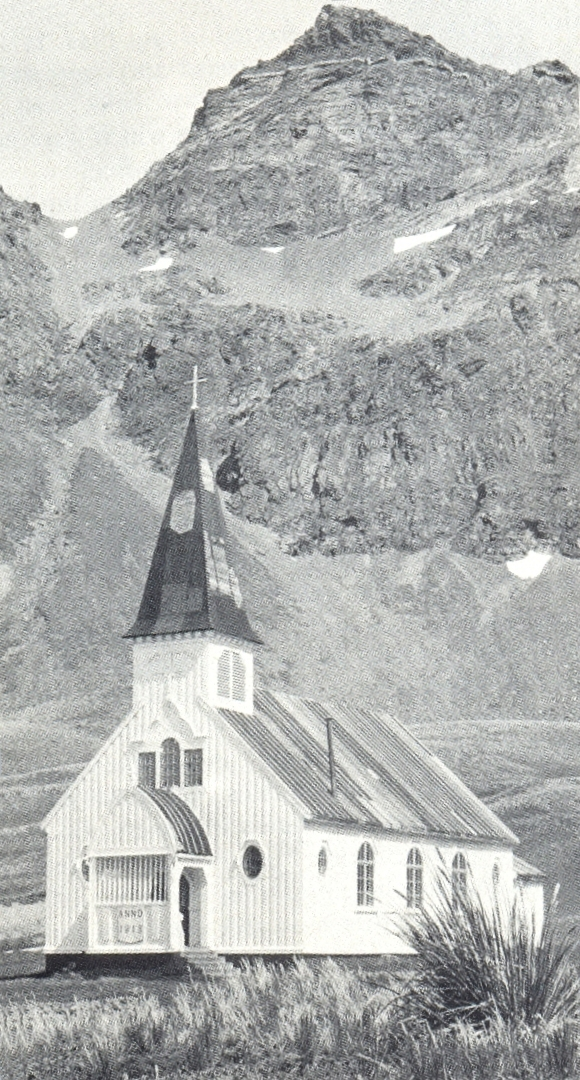
Норвезька церква в Грютвікені
(побудована в 1913 році)

Метеорологічні спостереження в Грютвікені були розпочаті Ларсеном у 1905 році, а з 1907 року проводилися Аргентинською рибною компанією у співпраці з Аргентинським метеорологічним бюро на виконання вимог британської ліцензії до її зміни в 1949 році.
З листопада 1909 року на Південній Джорджії постійно перебуває британський магістрат, який здійснює місцеве адміністративне управління територією. Його посада заснована Патентним листом 1908 року, одержання якого аргентинське Міністерство закордонних справ формально підтвердило 18 березня 1909 року без протестів. У наступні роки, військові і комерційні аргентинські судна, як і аргентинські громадяни відвідували острів при дотриманні звичайних портових, митних та імміграційних формальностей, здійснюваних місцевою британською адміністрацією
Перші офіційні претензії на Південну Джорджію Аргентина заявила в 1927 році, а на Південні Сандвічеві острови — в 1938 році. З тих пір Аргентина підтримує свої домагання на Південну Джорджію і Південні Сандвічеві острови, але неодноразово (у 1947, 1951, 1953, 1954 і 1955 роках) відмовлялася виставити ці претензії на дозвіл у Міжнародному суді або незалежному Третейському суді.
7 листопада 1976 року на острові Туле, одному з Південних Сандвічевих островів, була таємно обладнана аргентинська військово-морська база «Корбетта-Уругвай». Велика Британія опротестувала цю акцію в січні 1977 року, а згодом репатріювала аргентинський персонал у 1982 році.

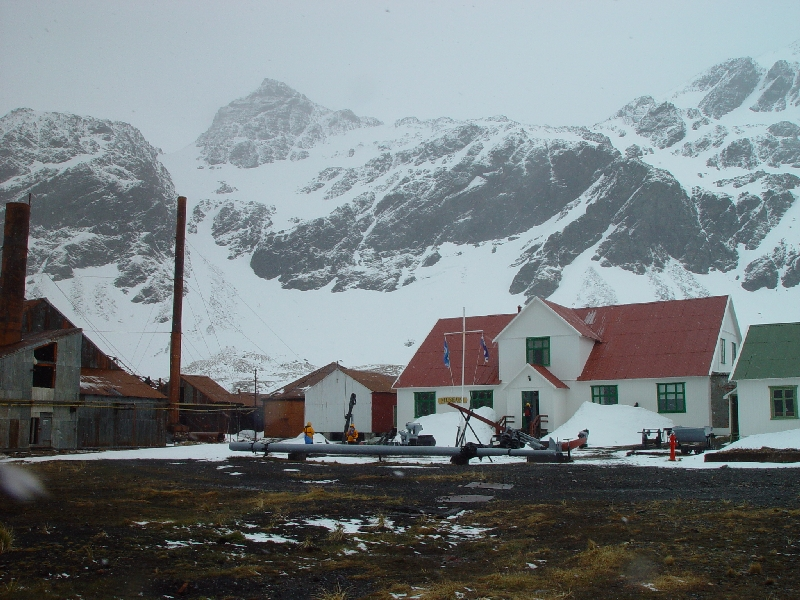
Музей Південної Джорджії, Грютвікен

Під час Фолклендського конфлікту аргентинські сили окупували Грютвікен та Літ-Гарбор 3 квітня 1982 року після двогодинного бою, в ході якого був пошкоджений аргентинський корвет «Гуерріко» і збитий аргентинський вертоліт. Після цих втрат Аргентина не змогла окупувати іншу частину острова і базу Берд Айленд, яка, як і польові табори в затоках Шліпер та Сент-Ендрюс і на льодовику Лаєл, залишилася під британським контролем. Після того як 25 квітня 1982 року флот Великої Британії вивів з ладу і взяв у полон аргентинський підводний човен «Санта Фе» у Південної Джорджії, аргентинський гарнізон капітулював. Зараз дата 26 квітня відзначається як День визволення, державне свято в SGSS.
Після Фолклендського конфлікту Велика Британія підтримувала невеликий гарнізон у Грютвікені до березня 2001 року, після чого острів знову повернувся до цивільного управління.
Через свою віддаленість в океані і суворий клімат, Південна Джорджія ніколи не мала корінного населення, донині на цій території не поселяються постійні сім'ї більше ніж на одне покоління. Нинішні населені пункти включають Грютвікен, Кінг-Едуард-Пойнт, Берд-Айленд і Гусвік. Кінг-Едуард-Пойнт, часто розглядається як частина сусіднього Грютвікена, є портпунктом ввезення і резиденцією британської портової, митної, імміграційної, рибальської та поштової адміністрації.
З 1995 року Південноафриканське метеорологічне бюро з дозволу Великої Британії утримує дві автоматичні метеостанції на островах Завадовського і Туле в безлюдному і вулканічно активному архіпелазі Південні Сандвічеві острови.

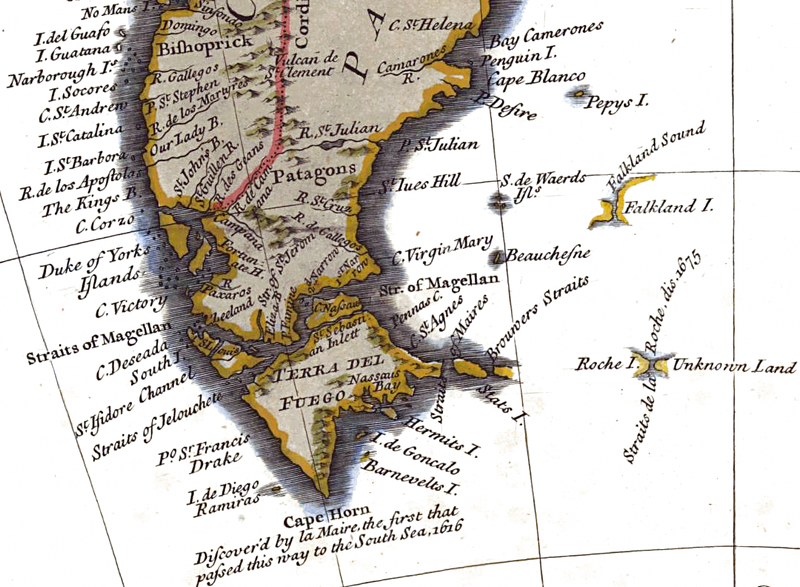
«Острів Роше», зображений на карті XVIII століття (R. W. Seale, ок. 1745 року, фрагмент)